# Prekmurje

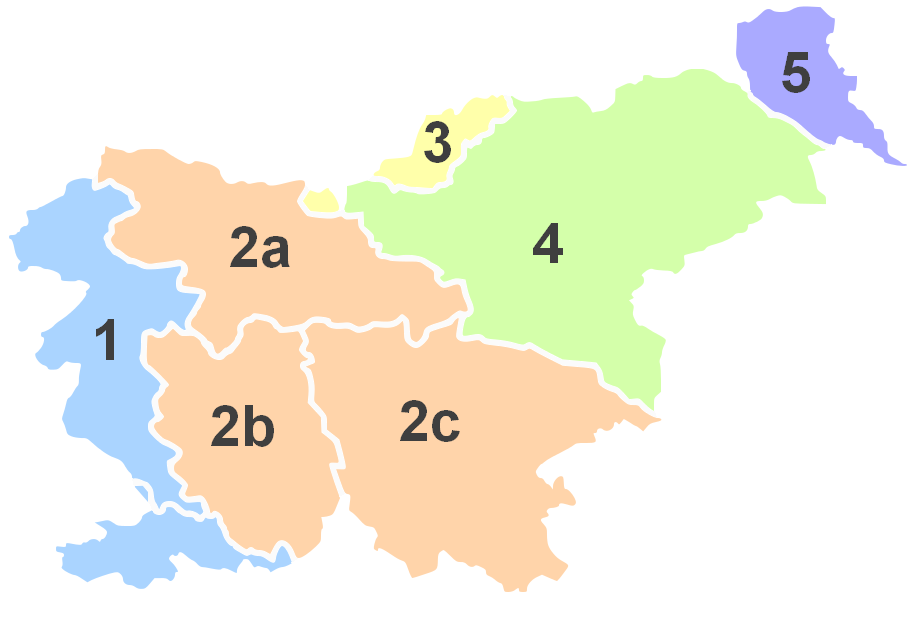
Prekmurje (5) is een van de vijf historische kroonlanden van Slovenië

Prekmurje (letterlijk: het achter de rivier de Mur liggende gebied) (Hongaars: Muravidék) is een historische regio van Slovenië. Het gebied grenst aan Hongarije in het noordoosten, Oostenrijk in het noordwesten, Kroatië in het zuiden en de Sloveense regio Neder-Stiermarken in het zuidwesten. Een deel van dit gebied hoorde tot 1919 bij de Sloveense Mark binnen het koninkrijk Hongarije.
De meerderheid van de bevolking bestaat uit etnische Slovenen. Er is ook een aanzienlijke Hongaarse minderheid en een groot aantal Roma.
Tot na de Eerste Wereldoorlog hoorde dit gebied bij het koninkrijk Hongarije. Daardoor ontwikkelde zich op basis van de streektaal, die tot een van de zeven Sloveense dialectgroepen behoort, in het achttiende eeuw een eigen standaardtaal, het Prekmürščina, die tot in de twintigste eeuw in gebruik was.

## Bevolking
In 2020 had het gebied in totaal 19 gemeenten met een totale bevolking van 76 995 personen.